# Amimitl
Amimitl (del náhuatl: dardo de agua) era un dios mexica de lagos y pescadores que calmaba las tempestades y así protegía a los pescadores.
Amimitl era, según Torquemada, especialmente adorado en Cuitlahuac (actual Tláhuac) una isla del lago Chalco. Este dios de la pesca expresaba su descontento a los súbditos con enfermedades de carácter hidrópico o acuoso. En reducidos contextos el jesuita mexicano Clavigero lo identifica con Opochtli, el dios de los artesanos y pescadores de red.

## Himno a Amimitl
Según la glosa adjunta, el himno es de antiguo origen Chichimeca y su traducción al nahua no fue plena. Su mensaje es críptico, pero se evidenciaba como una canción para danzas.
1. Cotiuana, cotiuana, cali totoch maca huiya yyalimanico, oquixanimanico, tlacochcalico, oua, yya yya, matonicaya, matonicalico, oua yya yo, çana, çana, ayoueca niuia, çana canoya, ueca niuia, yya, yya, yyeuaya, çana, çana, yeueua niuia.
2. Ye necuiliyaya, niuaya, niuaya, niuaya, ay ca nauh niuahuaya, niuaya, niuaya, ay ca nauh.
3. Tlaixtotoca ye ca nauhtzini, tlaixtotoca ye ca nauhtzini, ayoaya, yoaya, ye ca nauhtzini.
4. Aueya itzipana nomauilia, aueya itzipana nomauilia, aueya itzipana nomauilia.

Var. i. Manca. Matinicaya.
1. Junta tus manos, junta tus manos, en la casa, lleva tus manos a repetir este ritmo, y vuelve a separarlas, vuelve a separarlas en el lugar de las flechas. Une las manos, une las manos en la casa, por ello, por ello he venido, he venido.
2. Sí, he venido, trayendo a cuatro conmigo, sí he venido, cuatro están conmigo.
3. Cuatro nobles, bien selectos, cuatro nobles, bien selectos, sí, cuatro nobles.
4. Ellos personalmente anteceden su rostro, ellos personalmente anteceden su rostro, ellos personalmente anteceden su rostro.

Glosa:
In amimitl icuic yuh mitoa in ueli chichimeca cuic amo uel caquizti in quein quitoa in tonauatlatol ypa.
Los cuatro nobles mencionados en los versos 3.º y 4.º quizá refieran los llamados, en los bailes sagrados mexicas, "cuatro auroras", cuatro actores vestidos de blanco, verde, amarillo y rojo cada uno de un color.